# União das Forças para a Mudança e a Democracia
União das Forças para a Mudança e a Democracia (em francês:  Union des forces pour le changement et la démocratie, UFCD) é um movimento político-militar chadiano criado em março de 2008 por dissidentes da União das Forças para a Democracia e o Desenvolvimento (UFDD).
Esse grupo rebelde chadiano foi fundado por Adouma Hassaballah Jedareb que desejava uma maior autonomia de Mahamat Nouri, o líder da UFDD. Adouma foi membro da Frente Popular para o Renascimento Nacional (FPRN), posteriormente da Frente Unida para a Mudança (FUC). Depois do ataque malsucedido da FUC a N'Djamena, tomou vários combatentes de Ouaddai, uma região no leste do Chade, e os levou para a UFDD. Em abril de 2008, o grupo tinha cerca de 2.000 militantes. 
Em janeiro de 2009, a UFCD forma com outros sete movimentos rebeldes chadianos uma coalizão, a União das Forças da Resistência (UFR).